# 門真インターチェンジ
門真インターチェンジ（かどまインターチェンジ）は、大阪府門真市の近畿自動車道上にあるインターチェンジ。ハーフインターチェンジと呼ばれるもので、吹田方面の入口と吹田方面からの出口しかない。吹田方面から門真市及び大東市への最寄りインターチェンジであり、松原方面は大東鶴見ICを利用することになる。

## 道路
- E26 近畿自動車道（3番）

## 接続する道路
- 大阪府道2号大阪中央環状線

## 料金所

### 入口
- ブース数：2
  - ETC専用：1
  - 一般・ETC：1

### 出口
- ETCフリーフローアンテナ

## 歴史
- 1970年3月1日 : 吹田JCT-門真IC間開通
- 1976年3月22日 : 東大阪北IC-門真IC間開通

## 周辺
- 花博記念公園鶴見緑地
- なみはやドーム
- 大阪府警察本部門真運転免許試験場
- パナソニック本社工場など
- ららぽーと門真
- 門真市駅
- 門真南駅

## 隣
E26 近畿自動車道
(2-1)守口JCT - (3)門真IC - (3-1)門真JCT